# Szerelmi álmok – Liszt
A Szerelmi álmok – Liszt (1970) szovjet–magyar film. Liszt Ferenc, az egyik legjelentősebb romantikus zeneszerző életéről szól. A nagyszabású film egyik különlegessége, hogy Sovscope 70 eljárással forgatták 70 milliméter (dupla) széles nyersanyagra.

## Szereplők[1]
- Sinkovits Imre – Liszt Ferenc
- Ariadna Sengelaja – Carolyne (magyar hangja: Ruttkai Éva)
- Pécsi Sándor – Gaetano Belloni, Liszt titkára
- Klara Lucsko – Marie d’Agoult (magyar hangja: Bánky Zsuzsa)
- Igor Dmitrijev – Nikolaj Wittgenstein herceg (magyar hangja: Latinovits Zoltán)
- Larisza Trembovelszkaja – Lola Montez (magyar hangja: Pécsi Ildikó)
- Irina Gubanova – Olga Janina (magyar hangja: Gyöngyössy Katalin)
- Igor Ozerov – Richard Wagner
- Major Tamás – IX. Piusz pápa
- Tolnay Klári – Cosima, Liszt leánya
- Básti Lajos – Trefort Ágoston, kultuszminiszter
- Bessenyei Ferenc – Vörösmarty Mihály
- Gobbi Hilda – Liszt házvezetőnője
- Szirtes Ádám – Miska, Liszt szolgája
- Pjotr Selohonov – Mihail Glinka, orosz zeneszerző
- Suka Sándor – Joseph Haydn, osztrák zeneszerző
- Benkő Gyula
- Mensáros László
- Tordy Géza – Karl Czerny, Liszt tanára
- Natalja Bajtalszkaja – Vera Tyimanova, Liszt orosz tanítványa
- Gennagyij Bednosztyin
- Bitskey Tibor – Liszt barátja
- Gelley Kornél – pap
- Huszti Péter – I. Ferenc József magyar király
- Szergej Ivanov – I. Miklós orosz cár
- Kálmán György – rendőrfőnök
- Szergej Karnovics-Valua – Károly Frigyes szász–weimar–eisenachi nagyherceg, a cár sógora
- Kocsy Zsolt – a gyermek Liszt
- Ivan Kolejev
- Viktor Koszteckij – adománygyűjtő
- Valentyin Kulik – Sigismund Thalberg, osztrák zeneszerző
- Vaszilij Leonov – Borogyin (magyar hangja: Keres Emil)
- Mádi Szabó Gábor – Liszt apja
- Márkus László – Esterházy Miklós (wd) (1817–1894), herceg, zeneszerző
- Szergej Polezsajev – udvaronc
- Emmanuil Svarcberg – epizódszereplő
- Anatolij Svegyerszkij – Gustav Adolf zu Hohenlohe-Schillingsfürst bíboros
- Solti Bertalan – Liszt Ferenc nagyapja
- Szemere Vera – Liszt anyja
- Marina Juraszova – Marija Pavlovna Romanova, Károly Frigyes nagyherceg felesége, a cár nővére
- Anatolij Podsivalov – Liszt tisztelője
- Pjotr Merkuriev – Niccolò Paganini
- Alekszandr Romancov – Gioachino Rossini
- Ferencsik János – karmester
- Simándy József – a Koronázási mise szólóénekese
- Szvjatoszlav Richter (zongora) (Chopin-, Beethoven-, Czerny-művek archív előadása)
- Cziffra György (zongoraművész) (zongora stúdiófelvétel) (Liszt-művek előadása)

## Televíziós megjelenések
MTV1 / M1, MTV2 / M2, Duna TV, Filmmúzeum